# Пробарк
Пробарк (пол. Probark, нім. Neu Proberg) — село в Польщі, у гміні Мронгово Мронґовського повіту Вармінсько-Мазурського воєводства.
Населення — 185 осіб (2011).

## Демографія
Демографічна структура станом на 31 березня 2011 року:
|          | Загалом | Допрацездатний вік | Працездатний вік | Постпрацездатний вік |
| -------- | ------- | ------------------ | ---------------- | -------------------- |
| Чоловіки | 91      | 14                 | 67               | 10                   |
| Жінки    | 94      | 20                 | 52               | 22                   |
| Разом    | 185     | 34                 | 119              | 32                   |